# Велике Саврасово
Велике Савра́сово (рос. Большое Саврасово) — присілок у складі Ленінського міського округу Московської області, Росія.

## Населення
Населення — 59 осіб (2010; 17 у 2002).
Національний склад (станом на 2002 рік):
- росіяни — 94 %